# اتصالات التسويق

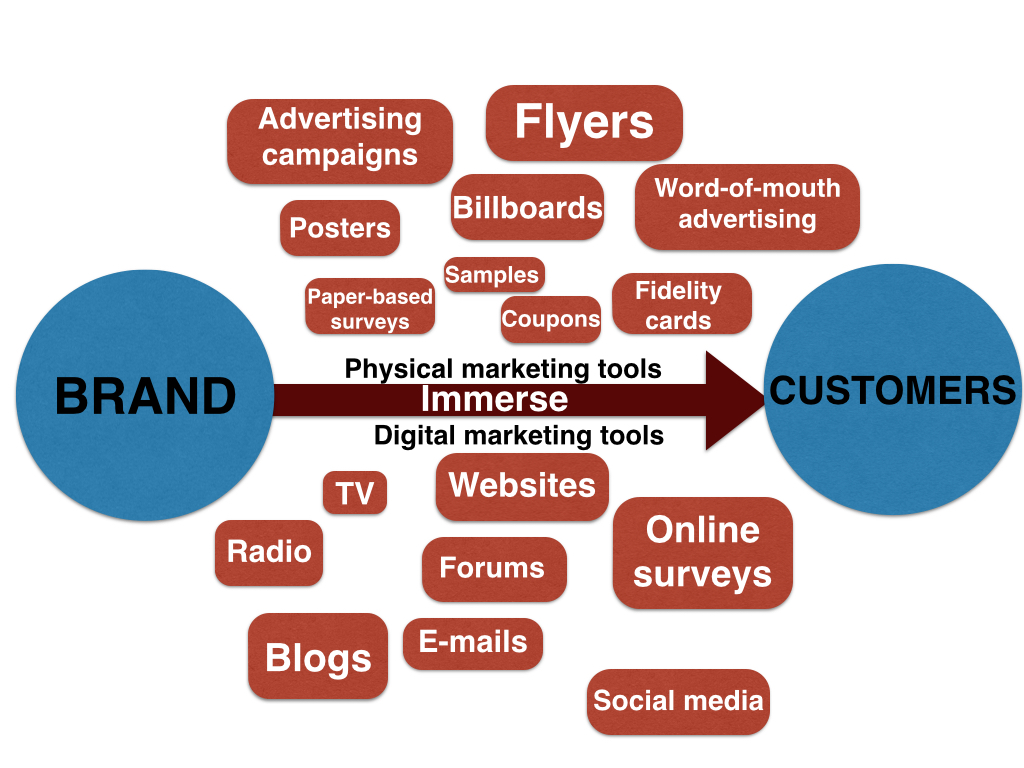
تسويق الغمر

يشير مصطلح (التواصل التسويقي)أو ما يصطلح عليه في المعاجم الغربية (Marketing)إلى مجموع التقنيات والوسائل التي تستعملها المقاولة لإخبار سوقها المستهدفة بوجود منتوجاتها أو خدماتها، ثم محاولة تحبيب هذه المنتوجات أو الخدمات عن طريق شرح خصائصها ومزايا استعمالها، وما يترتب عن ذلك من شعور بالراحة والمتعة.كما أن التواصل التسويقي لا يقف عند حدالإبلاغ والتحبيب بل يتجاوز ذلك إلى الحث على الشراء.و تلك غاية التسويق بصفة عامة، ومن أجلها يلجأ إلى التواصل التسويقي.
والتسويق المباشر
في التسويق هو إحدى الادوات الرئيسية في الاتصال مع العملاء والجمهور وفيه تصبح المنشأة والعميل وجها لوجه لنتعامل سويا من خلال تفاعل منظم يرقى إلى ما هو أكثر من إرسال البائع شخصيا حيث ان ادوات التفاعل الحديثة بلا شك تزيد بشكل كبير عن امكانية البائع في الوقت والحركة ووسائل الشرح والعرض وبالتالي هو نظام للاتصال التفاعلي في مجال التسويق يضمن استخدام مجموعة من الوسائل غير التقليدية والتي تحقق استجابة ملموسة باقل جهد ممكن للوصول للعميل في أي مكان. ويعد التسويق المباشر تطورا هاما لعملية التسويق ككل كما انه يعد أحد أهم الادوات التي يستخدمها المسوقون في تحقيق اهدافهم ومن خلال إحدى الدراسات التي تقر بان التسويق المباشر أصبح أكثر سيطرة تتيح للعملاء الشراء بسهولة ويسر أكثر ويقدم أيضا قرص ليعطي المعلنين فرصة أكبر في الوصول من خلال وسائل أكثر التصاقا وفاعلية من خلال البريد أو التلفزيون أو الإنترنت...الخ وقد أصبح التسويق المباشر أكثر فاعلية في التسويق اتبلغ المبيعات المحققة من خلال العام 2002 نحو 18 بليون دولار.
لذلك فان عمل التسويق المباشر يرتكز في وجود قاعدة بيانات اساسية يمكن عملها من خلال التكنلوجيا الحديثة والمتطورة وذلك لعمل علاقات طويلة الاجل مع المستهلك مع الالتزام بوجود الرية في هذة البيانات والقيام بعمليات بيع سريعة وناجحة.

## مؤدو اتصالات التسويق
مؤدو اتصالات التسويق هم الذين يعملون في مجالات الإعلان ووضع الماركات (التمييز السلعي) وشعار الماركة وكذلك مجالات التسويق المباشر وتصميم الجرافيك والتسويق والتغليف والترويج بالإضافة إلى أولئك الذين يعملون في الدعاية والرعاية التجارية والعلاقات العامة والبيع وترويج المبيعات والتسويق الإلكتروني؛ يطلق على كلٍ مما سبق مؤدو اتصالات التسويق أو مديرو اتصالات التسويق أو باختصارٍ مديرو الماركوم.

## عملية الاتصال
تتمثل عملية الاتصال في طريقة مرسل-ترميز-فك-شفرة-الجهاز-المتلقي، وهي جزء من أي برنامج تسويقي أو إعلاني. وتشفير الرسالة هو الخطوة الثانية في عملية الاتصال، حيث يتم تحويل فكرة خلاَّقة إلى إعلان يسترعي الاهتمام، ويمكن تصميمه ليتناسب مع مختلف وسائل الإعلام (التليفزيون والراديو والمجلات وغيرها). وتصل الرسالة إلى المتلقي عبر أجهزة الإرسال المختلفة. وتتم الخطوة الثالثة في عملية الاتصال التسويقي عندما يستقبل المتلقي الرسالة من القناة أو الوسط الذي يتم إرسال الإعلان (الرسالة) عبره. ويتم فك الشفرة عند استقبال حاسة أو أكثر من حواس المتلقي للرسالة. يرى المستهلك الإعلانات التليفزيونية ويسمعها. في حين يحمل (يلمس) مستهلك آخر عرضًا على هيئة كوبون أو يقرؤه (يراه).
ويسمى العائق الذي يحول دون فاعلية رسائل التسويق بالعقبة. والعقبة هي أي شيء يشوه الرسالة أو يخل بمضمونها. ويمكن أن تحدث العقبة في أيٍ من المراحل التي تمر بها عملية الاتصال. والالتباس هو أكثر أشكال الضوضاء شيوعًا في التأثير على اتصال التسويق.
1المرسل: صاحب المصلحة في توجيه الرسالة الترويجية فهو شركة كوكاكولا وشركة بيبسي عندما تريد ان تتحدث عن منتجاتها.والمرسل هو مصدر الاتصال هو الشخص أو المنشأة التي لديها معلومات لتشاركها مع شخص أو مجموعة أخرى من الناس. ومن الممكن ان يكون المصدر فردا أو متحدث باسم منشأة أو معبر عن منتجاتها. ويجب ان يكون المسوق حريصا في اختيار القائم بالتصال حيث ان مفاهيم المستقبل عن المصدر تؤثر على استقبالة للاتصال فيكون القائم بالاتصال على قدر كبير من المعرفة وجدير بالثقة وله مصداقية لدى المستقبل.
2 تكويد وتشفير المعلومات وترجمتها: تبدأ عملية الاتصال عندما يختار المصدر كلمات ورموز وصور وما إلى ذلك من اجل تقديم الرسالة التس سوف يتسلمها المستقبل وتعرف هذه العملية بالتشفير وهي تشير إلى وضع الافكار أو المعلومات في اشكال رمزية. وهدف المرسل هو تشفير الرسالة بطريقة يفهمها المستقبل وهذا يعني استخدام كلمات اشارات أو رموز مالوفة بالنسبة لهدف المشاهد.. والعديد من الرموز تحمل معاني عالمية مثل الدائرة اللتي بها خط والتي تعني ممنوع الانتظار أو العلامة التجارية للكوكاكولا مثل هذه الرموز معروفة للمستهلكين في جميع انحاء العالم.
3 الرسالة: هي مجموعة من الكلمات أو الرموز والصور والارقام والاشارات التي تعبر عن الافكار التي يريد رجل التسويق ان يقدمها إلى جمهوره وهي بمثابة ترجمة لشكل الافكار الموجودة في ذهن رجل التسويق إلى رسالة رمزية.. وحيث ان وضع الافكار بالشكل الموجو في المحيط البيئي للمرسل قد لايتناسب مع بيئة ومحيط المرسل اليه.
4الوسيلة: بعد ان يعد المرسل رسالته فأنه يجب ان يرسلها من خلال وسلة اتصال معينة سواء وسيلة شخصية لو وسلة غير شخصية من خلال اجهزة تنقل الكلمات والصور والصوت. وهي الطريقة التي يتحرك من خلالها الاتصال من المرسل إلى المستقبل.. وبصفه عامة يشار إلى الوسائل الغير شخصية على انها وسائل الإعلان التي تحدث نوعا من الاتصال الكلي حيث ترسل الرسالة إلى العديد من الافراد في وقت واحد. فإعلانات التلفزيون المعروضة في الاوقات المتميزة ربما يشاهدا ملاين الاسر في امسية واحدة.. وتتكون قنوات الاتصال الغير شخصية من نوعين رئيسيين الوسائل المطبوعة مثل الجرائد والمجلات والبريد المباشر والوسائل المذاعة والتي تتضمن الإذاعة والتلفزيون.
5 المستقبل: وهو الشخص أو الجماعة أو المنشأة التي يعينها المرسل برسالتة وتتم عملية الاتصال في الاتصالات التسويقة حيث يقوم المرسل بترجمة الافكار الموجودة اليه في السلع والخدمات إلى رسالة اعلانية تتناسب مع ظروف المستقبلين إذ ان الاعتماد على المناخ البيئي المحيط بالمنتج وحده لايضمن للمنشأة ان تصل برسالتها إلى المستقبلين إذ ان السلعة ليست مجرد مجموعة من المنافع بالنسبة للمستهلكين فاصابون مثلا من وجهة نظر المعلن ماهو الا مجموعة من المذيبات والصودا الكاوية والشجوم.. الخ ولكنه يعني بالنسبة للمستهلك منافع الجمال والنظافة والراحة والرائحة ولا يهم المستهلك من الصفات الكسماوية للسلعة سوى مايتعلق بوجهة نظره من حيث تاثيرة على اداء السلعة ومنافعها بالنسبة له مثل معجون الاسنان بالنيوميسين لذا فان المعلن علية ان يتلقى معلومات كاملة عن محيط المستهلك البيئي وامكانيات تفهمة لافكار الاتصالية الواردة برسالته ويتم ذلك سواء قبل الإرسال أو بعد توجيه الرسالة الاتصالية بغرض التعرف على اثارها بالنسبة للمستهلكين وتعديل السياسات الانتاجية والتسويقية بالقدر الذي يواجة أي انحراف في تفهم الرسالة من جانب المستهلكين.

## اتجاهات الأعمال
عادةً ما يركز ممارسو اتصالات التسويق في عملهم على إبداع الرسائل المطبوعة الخاصة بعملية التسويق وتنفيذها، غير أن الأبحاث الأكاديمية والمحترفة قد طورت عددًا من المكونات الاستراتيجية التي يتم استخدامها في التمييز السلعي والتسويق، وذلك لضمان تجانس الرسالة التي تتبناها المؤسسة - تجانس «مرئي» و«حسي». ويمكن إرجاع العديد من توجهات الشركات إلى اتصالات التسويق، على سبيل المثال: التحول من خدمة العملاء إلى علاقات العملاء، والتحول من الموارد البشرية إلى الحلول الإنسانية وكذلك التوجه نحو المدونات والبريد الإلكتروني والاتصالات الإلكترونية الأخرى المشتقة من كلام المصعد.

## الإعلام الاجتماعي
تستمر الإعلانات التجارية الاجتماعية في الازدياد وذلك بفضل الخدمات التي تقدمها المواقع الإلكترونية، مثل اليوتيوب وفيمو. وأثبتت دراسة تم إجراؤها في عام 2011 "أن 88% من مجموع الشركات التي لجأت إلى الإعلام الاجتماعي كانت راضيةً بما قدمه لها هذا النوع من الإعلام. ويتغلغل هذا الإعلام في حياتنا اليومية بشكلٍ ملحوظ؛ عن طريق اللافتات (لوحات الإعلانات) والتليفزيون وحتى وسائل الإعلام المطبوعة.
وهناك زيادة في عدد الشركات التي تستخدم مقاطع الفيديو عبر موقع اليوتيوب لصفحات الشركات التجارية المحلية، مثل جوجل المحلي (جوجل لوكال) والذي كان يُعرَف فيما مضى بـ (أماكن جوجل) والذي تم دمجه كجزءٍ من شبكة جوجل بلاس في عام 2012.

## التمييز السلعي
في التمييز السلعي، تسمى كل فرصة لإبهار العميل بالمؤسسة صاحبة الماركة (أو الفرد) باسم لمسة الماركة (أو رابطة الماركة) وتشتمل الأمثلة على كل شيءٍ في التليفزيون والإعلانات التي تعرض على وسائل الإعلام الأخرى، والاحتفالات المدعومة برعاية تجارية وورش العمل الإلكترونية والبيع الشخصي وحتى تغليف وتعبئة المنتج. لذا، تُعد كل فرصة تجريبية تقوم بها المؤسسة من أجل حاملي الأسهم أو العملاء لمسة الماركة. وبناءً على ذلك، فإنه من المهم جدًا لمديري التمييز السلعي وواضعي إستراتيجياته فحص ودراسة لمسة الماركة الخاصة بمؤسستهم والتحكم بها من أجل تجربتها أمام حاملي الأسهم والعملاء. وتهتم اتصالات التسويق بترويج ماركة المؤسسة والمنتج أو الخدمة أمام المساهمين والمستهلكين المحتملين وذلك عن طريق استخدام لمسات الماركة.

## التركيز
تهتم اتصالات التسويق بالسلعة أو الخدمة المقدمة، على العكس من اتصالات الشركة التي تهتم بالقيام بالاتصالات لصالح نفسها. وأول ما تعبأ به اتصالات التسويق هو تقديم ما يطلبه السوق من سلع وخدمات، بينما تركز اتصالات الشركة على مشكلات الإدارة والدمج والاستحواذ والتقاضي، إلخ.

## الراتب
الراتب حوالي 63,000 دولار أمريكي، وذلك للمبتدئ الذي لا يمتلك الخبرة. وبالطبع، وإذا كان مؤدي اتصالات التسويق يمتلك خبرة سنواتٍ قليلة يزداد راتبه ليصل إلى حوالي 116,010 دولار أمريكي.

## قياس وتقييم فاعلية الإعلان
كما وسبق القول بأن النشاط الإعلان هو الأكثر تمييزاً واستخداماً من بين عناصر المزيج الترويجي ومرد ذلك يعود لأسباب كثيرة يقفز من مقدمتها التنوع الكبير في وسائل الإعلان وإتاحتها أمام الجميع وانتشارها الواسع وتاريخها القديم، وهذا ما قاد إلى أن يكون موضع اهتمام وتدقيق أكبر في قياس فاعلية وتقييم الأداء المتحقق عند تنفيذه من قبل إدارة المنظمة وإدارة التسويق. ولكن وعلى الرغم من التباين في طبيعة الإعلانات المقدمة من قبل المنظمات وحجمها والأساليب والوسائل المستخدمة فيه، إلا انه يجب أن يحقق الرضا والاستجابة للجوانب التالية التي تمثل الحدود الأساسية في فاعلية الإعلان:
1-	وجوب توافق الحملة الإعلانية وتناسقها مع الاستراتيجية التسويقية المعتمدة من قبل المنظمة لكي يتم قياسها بالمقارنة مع الأهداف المخططة والتي أسهمت الحملة بتنفيذها.
2-	فاعلية الإعلان تتأشر من خلال استجابته الدقيقة لوجهة نظر المستهلكين وما يمكن أن يحققه من منافع لهم وعبر التطابق مع أراءهم عند شراء المنتج المعلن عنه.
3-	تأشير مدى إسهام الإعلان وقدرته في جلب Persuasive المستهلكين للتعامل مع المنتج المعلن عنه.
4-	تناسب الحملة الإعلانية مع الخصوصية الثقافية للمجتمع وإيجاد الطريق المميز والمناسب للنفاد من الطوق الثقافي المحيط بالأفراد المستهدفين في المجتمع.
5-	الإعلان الفاعل هو الذي يحول دون دخول أفكار من شأنها أن تعيق تنفيذ إستراتيجية التسويق المعتمدة من قبل المنظمة، ونعني بذلك الإعلانات المقدمة من قبل المنافسين أو أي من أشكال التشويش المضاد على الرسالة الإعلانية.
ولا شك بأن أفضل طريقة للرقابة وتقييم النشاط الإعلاني هو في قياس مدى فاعليته في تحقيق الأهداف الموضوعة مسبقاُ.
فاعلية الاتصالات التسويقية:
تستطيع إدارة المنظمة بعامة وإدارة التسويق بخاصة أن تقيم وتقيس فاعلية الاتصالات التسويقية المتكاملة المتحققة في المنظمة من خلال الرجوع إلى الجوانب أو المجالات التالية:
1- تدقيق الموازنة المالية المرصدة من قبل المنظمة إلى الاتصالات التسويقية وما تم إنفاقه فعلا على هذا النشاط ويتم احتساب ذلك الإنفاق وبشكل دقيق على فقرات محددة تتمثل:
- أدوات الاتصال المستخدمة ووسائل الترويج المعتمدة في ذلك.
-المنتجات التي كانت محور الاتصال والترويج لها.
- مقدار الإنفاق المتحقق على المنتج
- ماهية التخصيصات المالية الممكن تحديدها مسبقا لتطوير وسائل الاتصال التسويقي المعتمدة.
2- اعتماد الأساليب الكمية المناسبة لقياس مستوى فاعلية نظام الاتصالات التسويقي في التأثير على سلوك المستهلك الشرائي ويمكن اعتماد مؤشر العائد على الاستثمار كأساس مهم في قياس نتائج الجهد المتحقق في الاتصال.
3- بناء وتطوير قاعدة بيانات لإدارة وفهم العلاقة بين المنظمة وزبائنها وهم المستهلكين، العاملين، المستثمرين، المشترين...الخ
4- تحديد نقاط الالتقاء التي تكون بها المنظمة مع الآخرين.
5- تحليل الاتجاهات العامة في البيئة المحيطة بالمنظمة لإقرار مكامن القوة والضعف واستخدام كل متاح من المزيج الترويجي للوصول إلى تحقيق الأهداف التسويقية المخططة.
6-إيجاد نوع من التكامل في خطط الاتصالات التسويقية المعتمدة في السوق الحالي وما يحتمل أن تدخل به مستقبلا إلى أسواق أخرى.
7- وجوب اعتماد المقاييس الكمية والنوعية لتقييم كافة الوسائل المعتمدة في الاتصالات التسويقية وأنشطة الترويج المختلفة.
8- قياس مدى التكامل ما بين أنشطة الاتصالات التسويقية والأنشطة الإدارية المختلفة ومستوى إسهامها في تحقيق الاستراتيجية الكلية للمنظمة.
قياس فاعلية التسويق المباشر:
ترتبط عملية تقييم التسويق المباشر كنشاط ترويجي بعدد من المتغيرات والتي من شأنها أن تختلف تبعا لخصوصية وطبيعة المنطقة والمنتجات التي تتعامل بها، فضلا عن الفترة الزمنية التي يغطيها النشاط وتقديمه، ولكن بصورة عامة هنالك عدد من المقاييس المعيارية التي يمكن اعتمادها في تقييم الحملات الترويجية للتسويق المباشر ومن أبرزها هي:
- كلفة عملية كل استفسار تقوم به المنظمة.
- مقدار قيمة الاستجابة المتحققة.
- قيمة التحويلات المالية المتحققة.
- كلفة كل طلبية منفذة.
- متوسط قيمة الطلبات.
- قيمة الطلبات المعادة.
- العوائد المتحققة.
وبالمقابل هنالك خدمات تقدم من خلال التسويق المباشر والتي تكون أيضا أساس مهم للتقييم وتتمثل بالآتي:
- تسهيلات الاتصال المقدمة للزبائن.
- الطلبات التي لا يترتب عليها دفوعات مالية.
- زيارة المتجر ومواقع الشركة على الشبكة الإلكترونية.
- الإجابة على الاستفسارات.
- السماح بتجريب السلعة أو الخدمة.
- طلب المزيد من المعلومات عن النشاط التسويقي للشركة.

## تعريف العلاقات العامة
يكون من المناسب وقبل أن يتم تعريف العلاقات العامة أن نشير إلى بعض الجوانب المرتبطة بها والتي تحدد إطارها العام لكي يمكن على ضوء ذلك إعطاء التعريف المناسب لها ومن وجهات نظر متعددة. فالعلاقات العامة تعد وظيفة أو نشاط أساسي ضمن الاتصالات التسويقية والتي يمكن استخدامها في داخل وخارج المنظمة لكونها أداة مهمة في تحقيق الاتصال مع الأطراف المختلفة التي تتعامل معها المنظمة من عاملين أو زبائن.
وهذا القول لا يعني بأن العلاقات العامة هي مرتبطة حصرا بالأنشطة أو الاتصالات التسويقية وبالتالي مع المنظمات الهادفة للربح، بل إن الأمر يمتد إلى ما هو أبعد من ذلك بكثير. حيث أنها أداة اتصال فعالة تستخدم في جميع المنظمات سواء كانت الهادفة للربح أو الغير هادفة لذلك، طالما كانت تسعى إلى رسم صورة إيجابية لها في المحيط الذي تعمل به والمجتمع. فضلا عن سعيها لزيادة كفاءة وفاعلية الاتصالات الإدارية للمنظمة لإنجاز أهدافها العامة والخاصة وتحقيق التأثير الطويل الأمد بالأطراف التي تتعامل معها.

## وصلات خارجية
- The Journal of Integrated Marketing Communications
- STC Marketing Communication Special Interest Group